# King of Gate
King of Gate est un tournoi de catch en solo, dans la promotion Dragon Gate. C'est le successeur El Numero Uno, de la Dragon Gate et Toryumon, après une élimination directe à chaque tour le vainqueur devient King of Gate.

## Liste des champions
- 2005 : Ryo Saito
- 2006 : Masaaki Mochizuki
- 2007 : Gamma
- 2008 : Naruki Doi
- 2009 : King of Gate non disputé
- 2010 : Shingo Takagi
- 2011 : BxB Hulk
- 2012 : Genki Horiguchi
- 2013 : Ricochet
- 2014: Jimmy Susumu
- 2015: Masato Yoshino
- 2016: YAMATO
- 2017: T-Hawk
- 2018: Masato Yoshino (2)
- 2019: Ben-K
- 2020: Eita
- 2021: Kzy
- 2022: Yuki Yoshioka

## 2005
L'édition 2005 a eu lieu du 23 décembre au 27 décembre en 5 shows.

## 2006
L'édition 2006 a eu lieu du 10 décembre au 22 décembre en 4 shows.

## 2007
L'édition 2007 a eu lieu du 1er décembre au 9 décembre en 7 shows.

## 2008
L'édition 2008 a eu lieu du 2 décembre au 19 décembre en 6 shows.

## 2009
L'édition 2009 n'a pas été disputée. 

## 2010
L'édition 2010 a commencé le 3 avril (pour le bloc A) et le 4 avril (pour le bloc B), elle s'est terminée le 14 avril. 

## 2011
L'édition 2011 a eu lieu du 12 mai au 21 mai en 6 shows.

## 2012
L'édition 2012 a eu lieu du 10 mai au 19 mai en 6 shows.

## 2013
L'édition 2013 a eu lieu du 10 mai au 25 mai en 7 shows.